# Kritsanut Lertsattayathorn
Kritsanut Lertsattayathorn (auch Kritsanut Lertsattayatthorn; * 16. Dezember 1988) ist ein thailändischer Snookerspieler.

## Karriere

### Anfänge
Im Mai 2014 erreichte Kritsanut Lertsattayathorn das Viertelfinale der Asienmeisterschaft und unterlag dem Iraner Ehsan Heydari Nezhad mit 2:5. Einen Monat später erreichte er bei der 6-Red-Snooker-Weltmeisterschaft der IBSF das Achtelfinale. Im September 2014 zog er bei der 6-Red World Championship, einem Einladungsturnier im Rahmen der Snooker Main Tour, ins Halbfinale ein. Nachdem er unter anderem Ryan Day, Mark Davis und John Higgins besiegt hatte, unterlag er dort dem späteren Turniersieger Stephen Maguire mit 2:7. Bei der Amateurweltmeisterschaft 2014 erreichte er ebenfalls das Halbfinale und verlor mit 5:7 gegen den späteren Weltmeister Yan Bingtao. Bei der Asienmeisterschaft 2015 schied er im Achtelfinale aus.
Bei den Südostasienspielen 2015 gewann er gemeinsam mit Ratchayothin Yotharuck die Silbermedaille im Doppel, nachdem sie das Finale gegen die Malaysier Moh Keen Hoo und Thor Chuan Leong verloren hatten. Bei der Amateurweltmeisterschaft 2015 schied Kritsanut Lertsattayathorn im Viertelfinale gegen den Waliser Ben Jones aus. Im April 2016 wurde er durch einen 6:2-Finalsieg gegen Mohammed Shehab Asienmeister und qualifizierte sich damit für die folgenden beiden Main-Tour-Spielzeiten.

### Profisaisons
Nachdem er bei den ersten vier Turnieren seiner ersten Profisaison nicht angetreten war, erzielte er beim Shanghai Masters 2016 seinen ersten größeren Erfolg bei einem Weltranglistenturnier, als er erst in der dritten Qualifikationsrunde gegen Nigel Bond ausschied. Kurze Zeit später erreichte er bei der 6-Red World Championship 2016 die Runde der letzten 32 und unterlag seinem Landsmann Akani Songsermsawad mit 3:6. Die Qualifikation für die European Masters verlor er mit 2:4 gegen Allan Taylor. Bei den English Open, bei welchen keine Qualifikation existiert, siegte er in seinen beiden ersten Spielen mit 4:3 gegen Boonyarit Keattikun und mit 4:1 gegen Michael White. In der Runde der letzten 32 verlor er mit 3:4 gegen Ricky Walden. Beim International Championship verlor er in der Qualifikation mit 2:6 gegen den Weltmeister von 2005, Shaun Murphy. Seien nächsten Sieg fuhr er in Runde 1 der Northern Ireland Open ein, wo er mit 4:2 den Engländer Rory McLeod besiegte, anschließend verlor er knapp mit 3:4 gegen Ricky Walden. Beim UK Championship verlor er in der ersten Runde mit 2:6 gegen Michael Holt und bei den Scottish Open unterlag er, ebenfalls in der ersten Runde, Stuart Carrington mit 3:4. In der ersten Qualifikationsrunde für die German Masters unterlag er Mark Joyce mit 1:5. In der Qualifikation für die China Open unterlag er Michael White mit 4:5. In der ersten Qualifikationsrunde für die Snookerweltmeisterschaft unterlag er gegen den Schotten Stephen Maguire mit 7:10. Er beendete die Saison auf Weltranglistenplatz 116.
In der nächsten Saison bestritt er lediglich ein Spiel, er verlor in der Qualifikation für die World Open mit 2:5 gegen Mark Selby. Am Ende der Saison landete der auf Weltranglistenplatz 121, was nicht für eine Qualifikation für die nächste Saison reichte.

## Erfolge

### Finalteilnahmen
| Ausgang                                        | Jahr | Turnier            | Finalgegner                     | Ergebnis |
| ---------------------------------------------- | ---- | ------------------ | ------------------------------- | -------- |
| Amateurturniere (Auswahl)                      |      |                    |                                 |          |
| Sieger                                         | 2016 | Asienmeisterschaft | Mohammed Shehab                 | 6:2      |
| Sieger                                         | 2019 | Südostasienspiele  | Moh Keen Hoo                    | 4:2      |
| Teamwettbewerbe                                |      |                    |                                 |          |
| Zweiter (gemeinsam mit Ratchayothin Yotharuck) | 2015 | Südostasienspiele  | Moh Keen Hoo / Thor Chuan Leong | 1:3      |